# Le Catalogue des ressources
Le Catalogue des ressources est un livre édité en plusieurs volumes par les Éditions Alternatives à partir d'octobre 1975. Il se compose d'une collecte de textes de différentes sources organisés selon des thèmes précis tels que l'architecture, la mécanique, les relations en société, la communication, l'univers et les plantes, etc. Il devient un livre de référence pour les mouvements écologistes et underground en France. 

## Historique
À San Francisco, en 1972, Philippe Bone rencontre John Morgan, qui a participé à l'écriture du Whole Earth Catalog, ouvrage de référence du courant alternatif aux États-Unis. Gérard Aimé, Patrice Aoust, Marie-Paule Nougaret, et Philippe Bone sont à l'origine de cet ouvrage. Contre toute attente, le livre remporte un succès important en France avec 100 000 ventes. 
Cette encyclopédie permet de fonder les Éditions Alternatives. D'après les auteurs de L'Aventure hippie, livre qui retrace la saga de la culture underground en France, la publication du Catalogue des ressources a marqué un tournant majeur dans les milieux alternatifs de ce pays.

### Citation
« Le mot d’ordre ? Faire la chasse à tout ce qui se révèle grisâtre, ascétique et moralisateur. L’accent a constamment été mis sur les moyens de prendre le maximum de plaisir dans le domaine de son corps (haro sur une certaine vision ascétique de la santé, l’hygiénisme « bien pensant », la sexualité pseudo-« libérée » à la mode etc.)… comme dans celui de la pensée (science réactionnaire, mysticisme réduisant l’individu à l’état de croyant béat, manipulateurs de tous poils). »

## Volumes
- Le Catalogue des ressources, Volume 1 En octobre 1975 paraît le premier tome du Catalogue des ressources, au prix de 39,50 F. C'est le premier titre des Éditions Alternatives. Il est composé de quatre chapitres : Nourriture, Vêtement, Transport, Habitat.
- Le Catalogue des ressources, Volume 2 En novembre 1976, le deuxième tome paraît commençant à la page 250 (continuité du tome 1). Les chapitres : Social, Éducation, Média, Création.
- Le Catalogue des ressources, Volume 3 Le 19 décembre 1977, le troisième et dernier tome (page 521 à 816). Les chapitres : Santé, Sexualité, Psychisme, Expansion de la conscience.

En 1979, un complément, le Spécial ressources, est publié. Il regroupe et actualise tous les sujets traités dans les trois premiers volumes.
En 1982, un volume est consacré à la ruralité (agriculture, nouvelles sources d'énergie…). Les ouvertures de chapitres sont signées de Bernard Labat et de Philippe Bone.
Enfin, en mars 1994 paraît une dernière édition de cet ouvrage, Le Nouveau Catalogue des ressources, dont la rédaction est coordonnée par Philippe Bone et Xavier Lemoine. Les chapitres de ce dernier volume sont organisés en élargissant progressivement le champ de vision, de « l'individu » jusqu'à « la planète », en passant par « le couple », « les groupements », « le milieu rural et urbain », et « l'Europe »).